# Кубок NEC (Китай)
Кубок NEC — китайский турнир по игре го, организованный китайской ассоциацией интеллектуальных видов спорта Zhongguo Qiyuan и корпорацией NEC. Китайский кубок NEC стал аналогом одноимённого японского турнира; он проводился с 1996 по 2009 годы. Призовой фонд соревнования составлял 200 000 юаней (примерно 24 000 долларов). Турнир проводился по олимпийской системе с коротким контролем времени (10 минут основного времени и бёёми по 30 секунд).

## Обладатели кубка
| Игрок      | Годы                   |
| ---------- | ---------------------- |
| Цао Даюань | 1996                   |
| Шао Вэйган | 1997, 2000             |
| Чан Хао    | 1998, 2002, 2005       |
| Чжоу Хэян  | 1999                   |
| Ло Сихэ    | 2001                   |
| Ван Лэй    | 2003                   |
| Гу Ли      | 2004, 2006, 2008, 2009 |
| Цю Цзюнь   | 2007                   |